# Lee Seo-won
Đây là một tên người Triều Tiên, họ là Lee.
Lee Seo-won (sinh ngày 17 tháng 2 năm 1997) là một diễn viên Hàn Quốc.

## Giáo dục
Lee tốt nghiệp trung học phổ thông năm 2015. Anh đã bỏ lỡ hai năm trước khi vào trường đại học Sejong ngành điện ảnh vào năm 2017.

## Scandal

### Phí quấy rối và đe dọa tình dục
Ngày 16/5, truyền thông Hàn Quốc đăng tải thông tin nam diễn viên 21 tuổi Lee Seo Won bị điều tra về tội quấy rối tình dục và đe dọa bằng vũ khí. Ngay lập tức, công ty quản lý của nam diễn viên đã lên tiếng xin lỗi và hứa hẹn hợp tác điều tra.
Ngày 22/5, cảnh sát Hàn Quốc công bố kết quả điều tra về hành vi của Lee Seo Won. Cụ thể, Lee đã dùng một con dao để đe dọa nữ đồng nghiệp nổi tiếng sau khi quấy rối tình dục cô trong tình trạng say xỉn.
Theo báo cáo của cảnh sát, Lee Seo Won đã cố gắng cưỡng hôn ngôi sao nữ, sau đó dùng dao đe dọa khi bị cô kiên quyết từ chối. Khi cảnh sát đến hiện trường, nam diễn viên vẫn chưa tỉnh táo trở lại và tiếp tục dùng vũ khí đe dọa lực lượng chức năng.
Một luật sư cho biết sau khi cảnh sát kết thúc điều tra, Lee có thể sẽ bị truy tố và chịu án theo bộ luật hình sự.
Vụ việc xảy ra vào ngày 8/4 nhưng Lee giữ im lặng và tiếp tục lên sóng truyền hình với tư cách MC như bình thường. Sau khi bê bối bị phanh phui trên mặt báo vào ngày 16/5, nam diễn viên 21 tuổi bị công chúng Hàn Quốc chỉ trích nặng nề.
Lee Seo Won sinh năm 1997, là đồng nghiệp cùng công ty với những tên tuổi hàng đầu như Cha Tae Hyun, Song Joong Ki, Park Bo Gum. Lee từng tham gia nhiều bộ phim truyền hình như Uncontrollably Fond, Hospital Ship, The Liar and His Lover…
Sau khi bê bối nổ ra, Lee Seo Won bị sa thải khỏi vị trí MC hàng tuần của chương trình Music Bank, đồng thời vai diễn trong bộ phim About Time cũng bị hủy.
Cựu thành viên ZE:A Kim Dong Jun sẽ thay thế Lee Seo Won hoàn thành tuyến nhân vật trong bộ phim About Time. Đây là nhân vật phụ nhưng đóng vai trò quan trọng trong tuyến truyện, vì vậy tvN không thể cắt bỏ hoàn toàn vai diễn.
Như vậy, Lee Seo Won chính thức giải nghệ và sẽ thay thế bởi MC mới trên Music Bank.

## Danh sách điện ảnh

### Phim
| Năm  | Tiêu đề                            | Vai trò       |
| ---- | ---------------------------------- | ------------- |
| 2016 | Knocking on the Door to Your Heart | Kim Jin-kyu   |
| 2017 | Man of Will                        | Kim Chun-dong |

### Phim truyền hình
| Năm  | Tiêu đề                | Vai trò              | Kênh |
| ---- | ---------------------- | -------------------- | ---- |
| 2015 | The Awl                | Lee Soo-in (lúc trẻ) | JTBC |
| 2016 | Uncontrollably Fond    | Noh Jik              | KBS2 |
| 2017 | The Liar and His Lover | Seo Chan-young       | tvN  |
| 2017 | Hospital Ship          | Kim Jae-kul          | MBC  |
| 2017 | Last Minute Romance    | Dong-joon            | JTBC |

### MC
| Năm       | Tiêu đề    | Kênh | Ghi chú                                                          |
| --------- | ---------- | ---- | ---------------------------------------------------------------- |
| 2016-2018 | Music Bank | KBS2 | Với Ahn Sol-Bin của Laboum Chính thức bị loại khỏi vị trí của MC |